# Echinaster serpentarius
Echinaster serpentarius is een zeester uit de familie Echinasteridae.
De wetenschappelijke naam van de soort werd in 1842 gepubliceerd door Johannes Peter Müller & Franz Hermann Troschel.